# Kesz

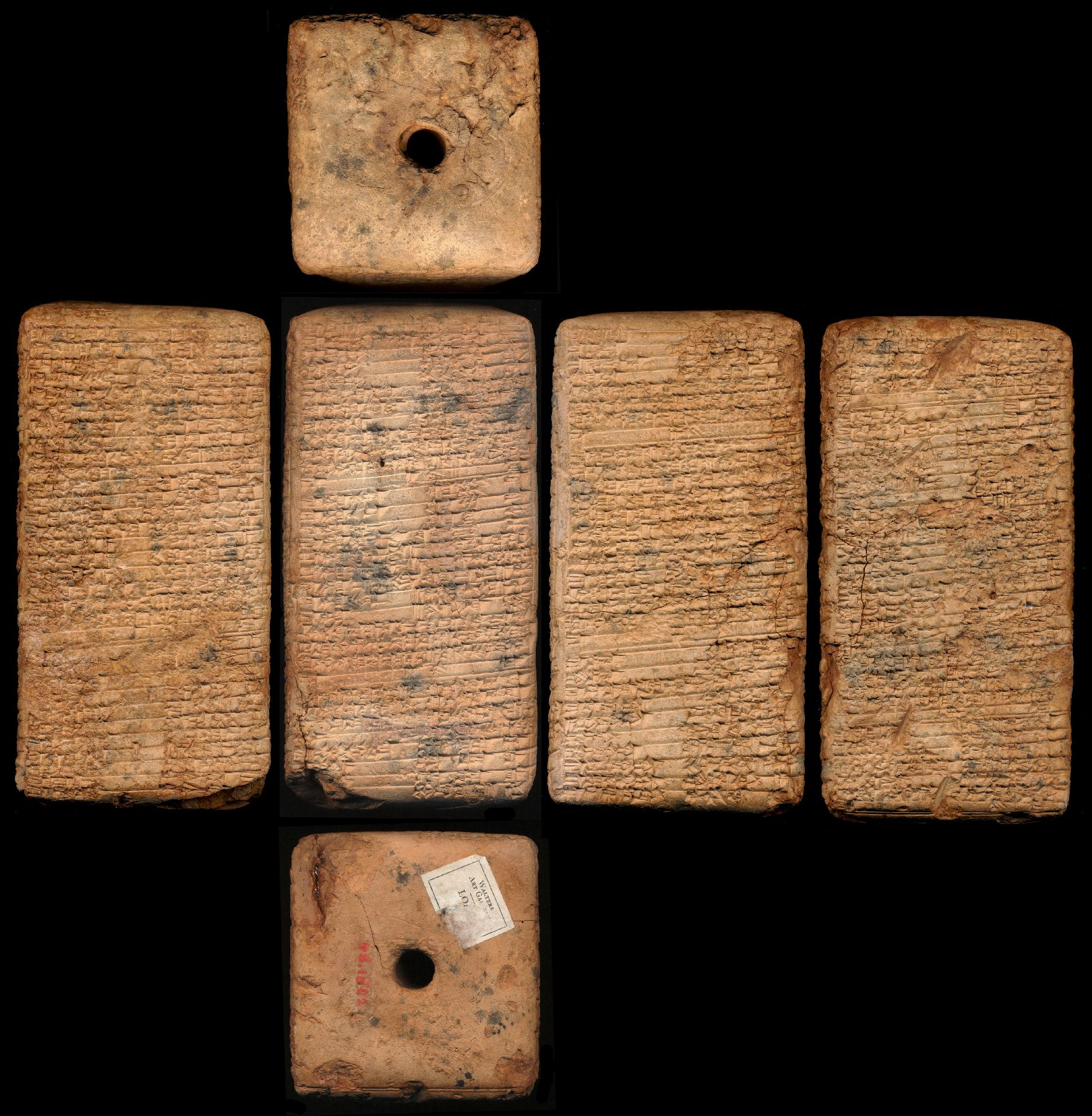
Czworostronna gliniana pryzma z sumeryjskim hymnem poświęconym świątyni w Kesz; zbiory Walters Art Museum, Baltimore (USA)

Kesz – miasto sumeryjskie lub okręg kultowy w obrębie miasta Adab o nieustalonej do dziś lokalizacji, nierozpoznane archeologicznie, jak również nieznane z sumeryjskich rejestrów gospodarczych; wzmiankowane głównie w tekstach religijnych jako jedno z ważniejszych sanktuariów Sumeru – poświadczony od czasów predynastycznych ośrodek kultu bogini życia i płodności Ninhursag (Ninhursangi) oraz towarzyszących jej bogów Szulpa, Aszszira i Urumasza. Źródła wzmiankujące Kesz sugerują silny jego związek z ośrodkiem w Adabie jako wyodrębnionego okręgu kultowego Ninhursag. 
Ze względu na brak pozostałości oraz obszerniejszych wzmianek, uważa się Kesz za ośrodek niewielki i pozbawiony większego znaczenia politycznego. Jak sugeruje Hymn o świątyni w Kesz z Abu Salabich z ok. 2600 p.n.e., miasto wraz z Adabem od ok. 2750 do 2600 p.n.e. podlegało supremacji królów Kisz. 
Ku czci Keszu i znajdującego się tam sanktuarium poświęciła jeden ze swych 42 opiewających świątynie Sumeru hymnów księżniczka akadyjska, córka króla Sargona Wielkiego i arcykapłanka świątyni boga Nanny w Ur, Enheduanna (XXIV-XXIII w. p.n.e.). 

Kesz, miasto potężne, wsławione przez niebiosa i ziemię,
podobne do wielkiego jadowitego węża siejącego strach,
świątynio Ninhursangi zbudowana na miejscu budzącym lęk.

Jeden z pochodzących z okresu starobabilońskiego hymnów również odnosi się do miasta. Określa on m.in. wymiary świątyni, jednak ze względu na rząd wielkości nie dostarcza on żadnych informacji na temat rzeczywistego wyglądu budowli, stanowiąc metaforyczne podkreślenie rangi sanktuarium (podstawa świątyni miała mieć 300 iku, co odpowiada wielkości 1 080 000 m²).  

Świątynio, fundamencie kraju, dziki byku Aratty
 świątynio miasta Kesz, fundamencie kraju, dziki byku Aratty
 wznosząca się jak góra obejmująca niebiosa,
 wznosząca się jak Ekur (...)

Kesz istniało przynajmniej do czasów panowania Hammurabiego (wymienione jest w prologu jego Kodeksu Praw). Miasto wzmiankowane jest jeszcze w babilońskiej i asyryjskiej literaturze religijnej oraz rejestrach leksykalnych jako miejsce kultu bogini Ninhursag.